# Operacija Attlia
Operacija Attlia je bil vojaški načrt v drugi svetovni vojni, ki so ga načrtovali Nemci za okupacijo Vichyjske Francije. Kot vojna direktiva je bil načrt za operacijo izdelan decembra 1940 v primeru, da bi se Francozi ponovno pridružili zaveznikom ali pa da bi južno Francijo, na katerem se je nahajala Vichyjska Francija, ogrozila zavezniška invazija. Pomemben vidik je bilo zajetje francoske mornarice, pri čemer so bili v obravnavi različni ukrepi za preprečitev njenega pobega kljub dejstvu, da je bilo sicer pričakovanega malo odpora.      
Zaradi spreminjajočih se vojnih razmer, zlasti kot posledica dogodkov na vzhodni fronti, prvotni načrt ni bil nikoli izveden. Spremenjena različica primer Anton, načrtovana kot improvizirani načrt, ki naj bi ga "izvedli v zelo kratkem času", ki je vključeval italijanske sile, je bila izvedena 11. novembra 1942 kot odziv na sprožitev operacije Torch v Severni Afriki. 
Poskus zajetja francoske mornarice, katere dogodek je bil poimenovan operacija Lila, ni uspel zaradi potopitve ladij francoske mornarice pri Toulonu po ukazu francoskega admirala Jeana de Laborda, da bi preprečili njeno zajetje. Zaradi tega Nemcem in Italijanom ni uspelo pridobiti v uporabo treh bojnih ladij, sedmih križark, osemindvajsetih rušilcev in dvajsetih podmornic. Vendar pa je potopitev ladij mornarice zanikal tudi voditelj Svobodne Francije Charles de Gaulle, kar je pojasnilo Hitlerjevo zadovoljstvo nad rezultatom.